# Innsbrucker Hütte
Die Innsbrucker Hütte ist eine alpine Schutzhütte der Sektion Touristenklub Innsbruck des Österreichischen Alpenvereins in den Stubaier Alpen auf einer Höhe von 2369 m ü. A. im mittleren Gschnitztal, unweit vom Pinnisjoch. Die Innsbrucker Hütte liegt unterhalb des Habicht am Stubaier Höhenweg und wird daher häufig besucht.

## Geschichte

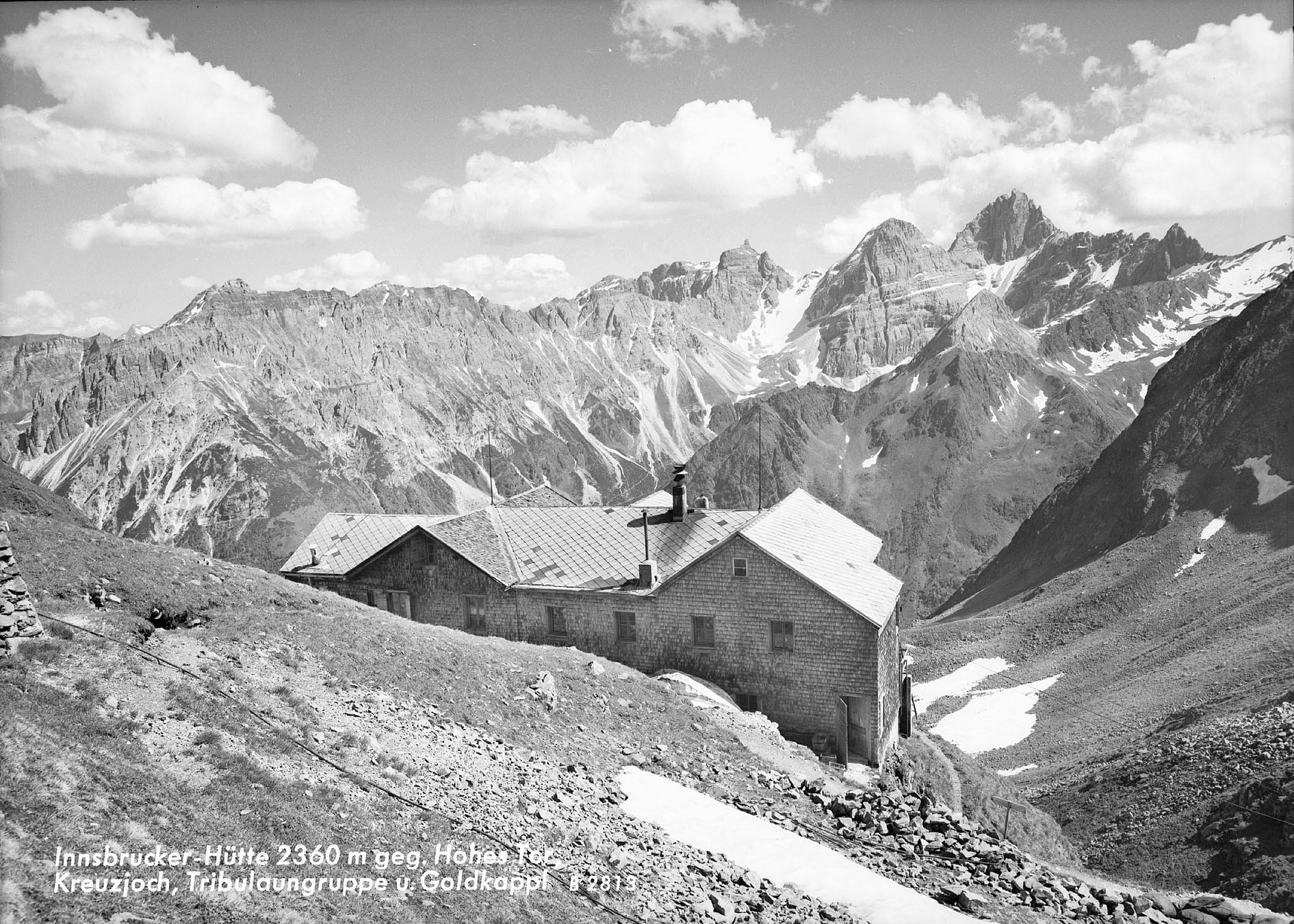
Die Innsbrucker Hütte 1962

Im Mai 1884 erwarb die Sektion Touristenklub Innsbruck des DuOeAV 800 m² Grund auf der Alfair-Alpe. Darauf wurde eine gemauerte Hütte mit einem 7,5 × 5,5 m großen Raum errichtet, die Platz für 10 Personen auf Matratzen und 20 auf Heu bot. Da die Hütte rasch ein beliebtes Ziel von Bergsteigern wurde, wurde schon bald nach Fertigstellung eine Vergrößerung angedacht. Die Ausbaupläne wurden bei der Tiroler Landesausstellung 1891 präsentiert, 1894 wurde der Anbau eingeweiht. Durch die Eröffnung der Stubaitalbahn 1904 wurde die Anreise ins Stubaital deutlich erleichtert, damit stieg auch die Zahl der Hüttengäste weiter an. Der Ausbau wurden aber durch den Ersten Weltkrieg verhindert. Durch Einbrüche und Verwüstungen in der Notzeit nach dem Krieg wurde die Bausubstanz stark beschädigt. Die Zahl der Besuche stieg dennoch wieder an, im Jahr 1924 wurden 1600 Gäste gezählt, im Jahr 1934 mehr als 3000. In diesem Jahr wurde die Hütte totalsaniert.
In der Folge des Zweiten Weltkriegs wurde die Hütte 1945 fast vollständig zerstört. Der Wiederherstellung folgen weitere Ausbauten und Verbesserungen. 1953/54 wurde zur Stromversorgung ein Dieselaggregat angeschafft und ein kleines Wasserkraftwerk errichtet. Weiter steigende Besucherzahlen führten zum Ausbau des Dachbodens. Für den weiteren Ausbau wurde eine Materialseilbahn erbaut. 1982 wurde die Hütte erneut großzügig umgebaut und erweitert.

## Wege

### Zustiege
Am schnellsten ist die Innsbrucker Hütte aus dem Gschnitztal vom gebührenpflichtigen Parkplatz hinter dem Gasthof Feuerstein (1281 m) zu erreichen. Dieser Aufstieg dauert etwa drei Stunden, wobei über 1000 Höhenmeter zu überwinden sind. Schöner und aussichtsreicher ist es jedoch, am kleinen Parkplatz (1252 m) zwischen den Haltestellen „Gschnitz, Kirchplatz“ und „Gurns“ zu starten und dem Gallreidebach zu folgen. Aus dem Stubaital führt der Weg von Neder (970 m) durch das Pinnistal in etwa 4 bis 5 Stunden zur Hütte, vorbei an Herzeben-, Issenanger-, Pinnis- und Karalm (1747 m), wohin man sich auch mit einem Taxi fahren lassen kann.

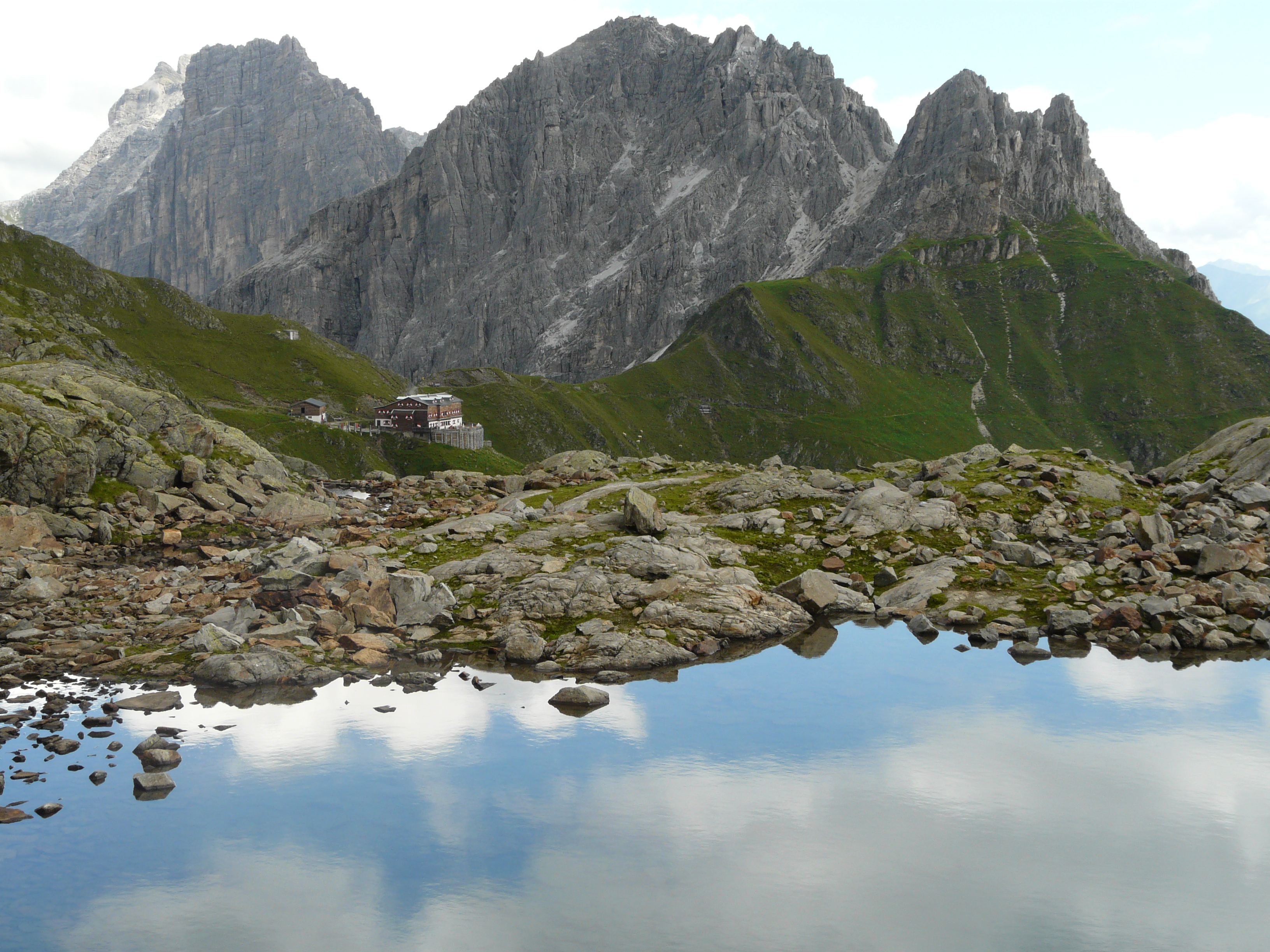
Innsbrucker Hütte von Südwesten mit Pinnisjoch und Kirchdachspitze

### Gipfelbesteigungen
- Habicht (3277 m), Gehzeit 3 Stunden
- Glättespitze (3133 m), Gehzeit 3 Stunden
- Kalkwand (2564 m), Gehzeit 1 Stunde
- Ilmspitze (2692 m) mit mittelschwerem Klettersteig, Gehzeit 3 Stunden

### Übergänge zu anderen Hütten
- zur Bremer Hütte in 6 bis 7 Stunden
- zur Elferhütte in 3 bis 4 Stunden über das Pinnisjoch und den Panoramaweg oder die Elferspitze